# Konstal 105Na
Konstal 105Na – tramwaj wytwarzany w latach 1979–1992 przez zakłady Konstal w Chorzowie. Według stanu z 2011 był to najczęściej eksploatowany tramwaj w Polsce. Pierwsze egzemplarze wąskotorowe oznaczono typem 105NaW, a następne 805Na.

## Nazwa
Nazwa 105Na pochodzi od numeru typu wagonu według norm stosowanych w Polsce w nazewnictwie wagonów kolejowych.
| Znak | Opis                                                       |
| ---- | ---------------------------------------------------------- |
| 1    | wagon pasażerski normalnotorowy                            |
| 05   | piąty z kolei model                                        |
| N    | wagon tramwajowy znormalizowany                            |
| a    | pierwsza modyfikacja                                       |
| W    | wagon wąskotorowy (pierwsze dostawy do Łodzi i Bydgoszczy) |

## Konstrukcja
Tramwaj typu 105Na wywodzi się konstrukcyjnie od swojego poprzednika, tramwaju typu 105N, i jest kolejnym modelem opartym na amerykańskiej koncepcji PCC. To oznacza, że jest to jednokierunkowy, jednoczłonowy, silnikowy wagon tramwajowy z dwoma dwuosiowymi wózkami typu 2NN i podłogą na jednym poziomie. Może on być eksploatowany pojedynczo lub w składach dwu-, trzy- a nawet czterowagonowych (składy złożone z czterech wagonów testowano w Poznaniu na linii PST). Każda z osi w wózkach jest napędzana jednym silnikiem prądu stałego typu LTa-220, który jest połączony z osią za pomocą przekładni 20PMa.
W stosunku do tramwaju 105N zmieniono lokalizację elementów wyposażenia elektrycznego, które przeniesiono spod schodów do szafki na tylnej ścianie kabiny motorniczego, wprowadzono wydzieloną kabinę motorniczego oraz usunięto niewielkie szybki pod szybą czołową i bocznymi szybami przednimi. Z punktu widzenia eksploatacji, najważniejszą wprowadzoną zmianą było wprowadzenie przełączania silników. Podczas rozruchu cztery silniki były połączone szeregowo, podczas pracy normalnej w szereg połączone były dwa silniki (co zmniejszyło zużycie energii elektrycznej) oraz nowy typ wózków jezdnych. Zmieniono także typ gniazd sterowania wielokrotnego.

### Wnętrze
Wewnątrz tramwaju umieszczono siedzenia z tworzywa sztucznego w układzie 1+1. Wentylację w przedziale pasażerskim zapewniają cztery uchylne klapy dachowe oraz przesuwne okienka w szybach. Przedział pasażerski ogrzewają grzejniki elektryczne oraz ciepłe powietrze wydzielane na rezystorach rozruchowych, przy czym latem powietrze to wysyłane jest na zewnątrz wagonu poprzez wywietrzniki.

### Instalacja elektryczna
Napięcie stałe z sieci trakcyjnej 600 V, pobierane poprzez odbierak prądu typu OTK-1, zasila silniki trakcyjne pojazdu, jest też przetwarzane w przetwornicy napięcia na napięcie stałe 40 V zasilając akumulatory i większość urządzeń elektrycznych wyposażenia, takich jak: tablice kierunkowe, hamulce szczękowe i szynowe, maszyny drzwiowe. W początkowych modelach stosowano przetwornicę elektromechaniczną składającą się z silnika prądu stałego i prądnicy prądu stałego sprzężonych wałem. W nowszych konstrukcjach (wersje: 105Ng, 105N1k, 105N2k, 105Nz) stosowano elektroniczną przetwornicę napięcia zwaną przetwornicą statyczną. Podczas remontów i modernizacji starszych modeli wymieniano przetwornicę wirującą na statyczną.
Do zasilania niektórych urządzeń, takich jak lampki sygnalizacyjne, oświetlenie zewnętrzne, oświetlenie drzwiowe, kasowniki, sterowniki kasowników, sterowniki informacji trasowej, dzwonki itd., stosuje się napięcie 24 V uzyskiwane z przekształtnika tranzystorowego zasilanego napięciem 40 V.

## Modernizacje
Wersja normalnotorowa 105Na wyprodukowana została w liczbie 1443 sztuk, zaś wąskotorowa 805Na w liczbie 691 egzemplarzy.
W trakcie eksploatacji wozy 105Na poddawane były rozmaitym modyfikacjom i modernizacjom (m.in. modyfikacje układu elektrycznego, nowe czoła z tworzywa, zmiana mechanizmu otwierania drzwi, a nawet przebudowa na tramwaj dwukierunkowy jak w poznańskim 105NaDK). Przeprowadzano także modernizacje wagonów 105N do typu 105Na.
| Zdjęcie     | Typ          | Zakres modernizacji | Lata modernizacji | Eksploatacja                                            |
| ----------- | ------------ | --- | ----------------- | ------------------------------------------------------- |
|             | 105NaD       | przebudowa na wagon doczepny czynny, w Bydgoszczy likwidacja trzecich drzwi                                                                                      | 1996–2008         | Poznań, Szczecin, Kraków                                |
| 805NaD      | Bydgoszcz    | przebudowa na wagon doczepny czynny, w Bydgoszczy likwidacja trzecich drzwi                                                                                      | 1996–2008         |                                                         |
|             | 805N Elin    | silniki asynchroniczne, nowa aparatura elektryczna, hamulce tarczowe, pantograf połówkowy, system informacji pasażerskiej                                        | 1998–2001         | Łódź                                                    |
|             | 805N-Enika   | nowa aparatura elektryczna, pantograf połówkowy, system informacji pasażerskiej, troje drzwi odskokowych (niektóre), nowy wygląd                                 | 2005, 2011        | Łódź                                                    |
|             | 805N-ML      | nastawnik w formie dżojstika, nowa aparatura elektryczna, pantograf połówkowy, system informacji pasażerskiej, troje drzwi odskokowych, nowy wygląd              | 2012–2019         | Łódź                                                    |
|             | 105Ng/S      | troje drzwi odskokowych, przetwornica statyczna, pantografy połówkowe, nowa aparatura elektryczna                                                                | 2000–2001         | Szczecin                                                |
|             | 805Nm        | troje drzwi odskokowych, nowy wygląd, nowe rejestratory | 2003              | Bydgoszcz                                               |
|             | 105NWr       | troje drzwi odskokowych, przetwornica statyczna, nowe wnętrze i aparatura                                                                                        | 2005–2010         | Wrocław                                                 |
|             | 805NaND      | nadwozie z trojgiem drzwi odskokowych (niektóre), nowa aparatura elektryczna, pantograf połówkowy, nowa kabina motorniczego, tapicerowane siedzenia, nowy wygląd | 2004–2014         | konurbacja górnośląska i Gdańsk (wersja normalnotorowa) |
| Łódź, Toruń | 805NaND      | nadwozie z trojgiem drzwi odskokowych (niektóre), nowa aparatura elektryczna, pantograf połówkowy, nowa kabina motorniczego, tapicerowane siedzenia, nowy wygląd | 2004–2014         |                                                         |
|             | Moderus Alfa | zakres modernizacji różni się w zależności od wersji | 2006–             | konurbacja górnośląska, Szczecin, Poznań                |
|             | 405N         | tramwaj powstały z połączenia trzech wagonów 105Na dwoma członami niskopodłogowymi                                                                               | 2011–2012         | Kraków                                                  |
|             | 805Na-MM     | troje drzwi odskokowych, nowa ściana czołowa i tylna, zmodernizowane wnętrze                                                                                     | 2010-2011         | Grudziądz                                               |

## Dostawy
| Państwo        | Miasto                              | Typ            | Lata dostaw    | Liczba | Numery taborowe           | Uwagi |        |
| -------------- | ----------------------------------- | -------------- | -------------- | ------ | ------------------------- | ----- | ------ |
| Polska         | Bydgoszcz                           | 805Na          | 1980–1981      | 52     |                           |       | [ 21 ] |
| Polska         | Częstochowa                         | 105Na          | 1980–1990      | 41     | 601–616, 672–694, 696–697 |       | [ 22 ] |
| Polska         | Elbląg                              | 805Na          | 1980–1990      | 28     |                           |       |        |
| Polska         | Gdańsk                              | 105Na          | 1981–1990      | 152    | 06277–06428               |       | [ 23 ] |
| Polska         | Gorzów Wielkopolski                 | 105Na          | 1979–1988      | 32     | 101–114, 119–136          |       | [ 24 ] |
| Polska         | Górnośląsko-Zagłębiowska Metropolia | 105Na          | 1980-1989      | 227    | 573-788, 791-792          |       | [ 25 ] |
| Polska         | Grudziądz                           | 805Na          | 1980–1990      | 20     | 37, 45–62, 70             |       | [ 26 ] |
| Polska         | Kraków                              | 105Na          | 1979–1992      | 316    |                           |       | [ 27 ] |
| Polska         | Łódź                                | 805Na          | 1979–1990      | 439    |                           |       |        |
| Polska         | Poznań                              | 105Na          | 1980–1990      | 116    | 209–331                   |       | [ 28 ] |
| Polska         | Szczecin                            | 105Na          | 1981–1992      | 74     | 731–780, 1001–1028        |       | [ 29 ] |
| Polska         | Toruń                               | 805Na          | 1980–1990      | 62     | 211–271                   |       | [ 30 ] |
| Polska         | Warszawa                            | 105Na          | 1984–1992      | 281    | 1100–1378                 |       | [ 5 ]  |
| Polska         | Wrocław                             | 105Na          |                |        |                           |       |        |
| Łączna liczba: | Łączna liczba:                      | Łączna liczba: | Łączna liczba: | 1840   |                           |       |        |

Uwaga: Wykaz miast, do których dostarczono tramwaje 105Na, nie jest kompletny. Nie uwzględnia również miast, które otrzymały używane tramwaje.

## Eksploatacja
Tramwaje były eksploatowane w ruchu liniowym przez wszystkie polskie miasta z komunikacją tramwajową, z wyjątkiem Olsztyna, i w wielu miastach stanowią najliczniejszą grupę taboru. Pierwszym miastem, które wycofało wagony typu 105Na z ruchu liniowego, był Gorzów Wielkopolski – od 2 stycznia 2014 wagony serii 105Na nie kursowały liniowo, ostatecznie skreślono je ze stanu w 2017, a następnie na przełomie lat 2017 i 2018 skasowano; pozostawiono jeden wagon z przeznaczeniem na historyczny, jeden wagon jako szkoleniowy oraz jeden wagon z przeznaczeniem na różne imprezy.
Najczęściej wagony łączone są w składy podwójne. W Bydgoszczy, Łodzi, Pabianicach, Częstochowie (od 1 kwietnia 2011 do 30 kwietnia 2016), Elblągu, Metropolii Górnośląskiej, Gdańsku (od 29 stycznia 2010), Grudziądzu, Toruniu i Warszawie wagony kursują także pojedynczo. W Krakowie natomiast uznano, że brak możliwości hamowania pojedynczym wagonem w przypadku usterki stanowi zagrożenie i nie spotyka się tu już pojedynczych wagonów (zwanych tu „solówkami”).
Składy potrójne 105Na kursowały jedynie w Gdańsku na jednej brygadzie szczytowej linii 8 (od 24 maja 2017). W Warszawie trójskłady kursowały na niektórych kursach linii 31, lecz ich eksploatację zakończono 19 sierpnia 2016 r. W Krakowie ich eksploatację zakończono tydzień później – 26 sierpnia, ale składy te przywrócono do ruchu 31 sierpnia 2020 z uwagi na pandemię COVID-19. W okresie święta Wszystkich Świętych trójskłady kursowały w Szczecinie, Krakowie i Łodzi. 1 stycznia 1992 w Poznaniu, a 22 lutego 2010 w Gdańsku została zakończona eksploatacja zestawów potrójnych, lecz 24 maja 2017 w Gdańsku ponownie wprowadzono do ruchu taki skład.
Podczas różnych remontów torowisk we Wrocławiu (ul. Grabiszyńska, ul. Kosmonautów) jeździły wahadłowe składy 105Na – wagony były złączone tyłami, dostępny był tylko jeden z wagonów. Analogiczne rozwiązanie zastosowano w Łodzi podczas remontu Trasy WZ. Podejmowano także próby uruchomienia na czas remontu jednego z wiaduktów takich składów w Warszawie. Z powodu małego zainteresowania przyszłą linią nie wprowadzono ich do ruchu liniowego.
24 maja 2017 w Gdańsku ponownie spięto skład trójwagonowy (#1349+#1350+#1346), który kursował w dni powszednie na linii nr 8 (Stogi Plaża – Jelitkowo) oraz w wakacyjne soboty i niedziele. 24 stycznia 2019 spięto kolejny skład trójwagonowy tzw. „trzysetę” (nazwa pochodzi od wagonu prowadzącego w składzie: #1300+#1299+#1309) i od tego dnia możliwe było spotkanie dwóch składów trójwagonowych na linii 8. 28 maja 2019 „trzysetę” przemalowano w barwy historyczne z czasu PRL-u. Ostatecznie skład ten został wycofany z eksploatacji dnia 5 marca 2021, kończąc zarazem eksploatację wagonów 105Na w Gdańsku.
W lutym 2023 pierwsza partia (6) nieużywanych już przez Tramwaje Warszawskie wagonów została przekazana do ukraińskiego Konotopu, gdzie ma zostać dostosowana do toru o szerokości 1524 mm. Łącznie zostały tam przekazane 23 wagony. W kwietniu 2023 odbyły się pierwsze jazdy próbne po szerokim torze wagonu #1240.

## Plany rozwoju konstrukcji
W oparciu o jednoczłonowy tramwaj typu 105Na planowana była produkcja odmiany oznaczonej jako 107N. W 1979 r. zaprojektowano tramwaj o trzech członach połączonych przegubami. Oba środkowe wózki miały być umieszczone pod przegubami, środkowy człon nie miał być więc podwieszony, a spoczywać na tych wózkach; podobne rozwiązanie zastosowano w czechosłowackich tramwajach Tatra KT8D5. Tramwaje typu 107N miały być eksploatowane na linii Poznańskiego Szybkiego Tramwaju. Ostatecznie tramwaju nie wdrożono do produkcji, a prototyp przegubowej odmiany 105Na, oznaczonej jako 115N, powstał dopiero w 1995 r. w zakładach H. Cegielski – Fabryka Pojazdów Szynowych.

## Galeria

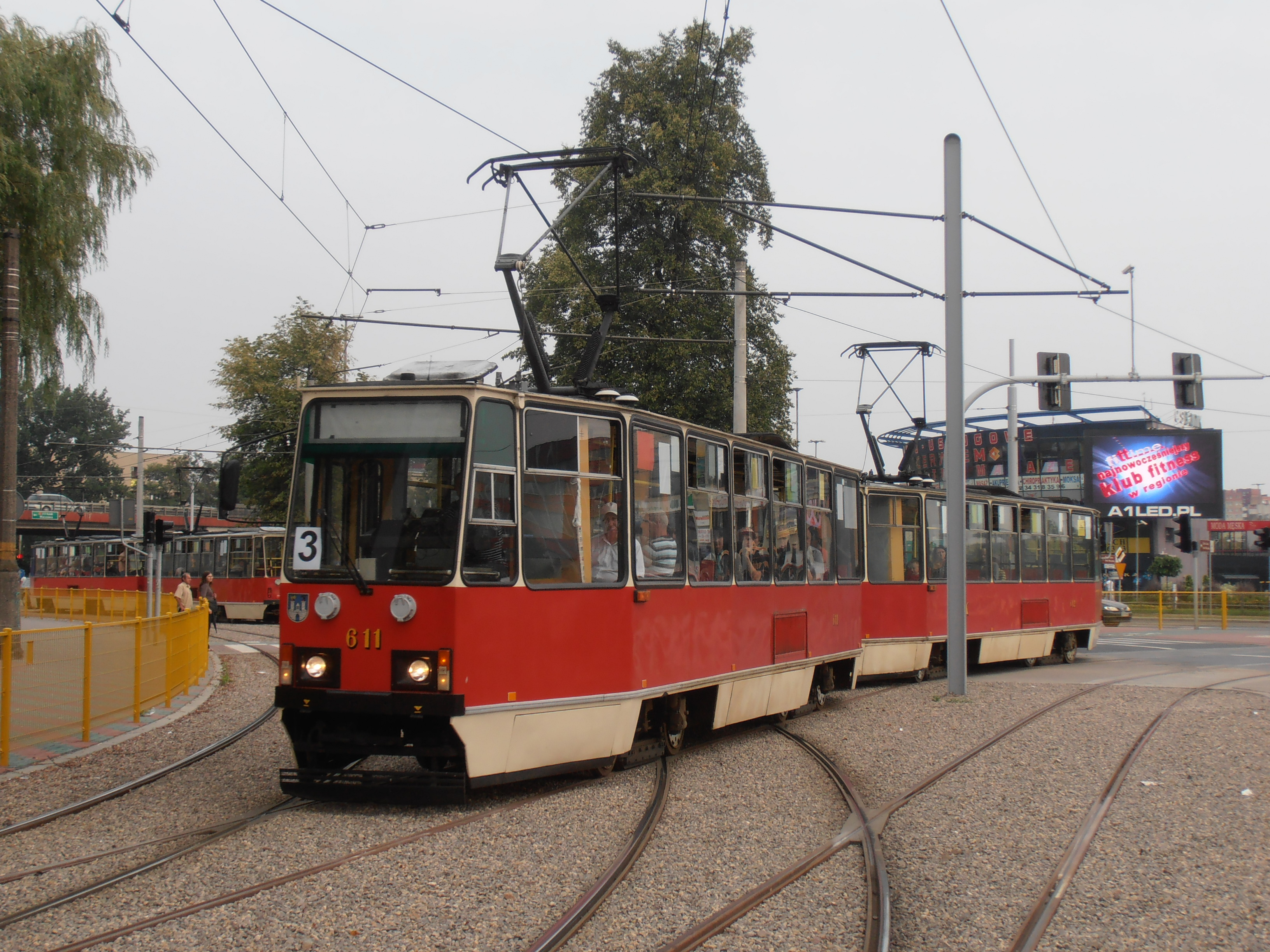
105Na w Częstochowie
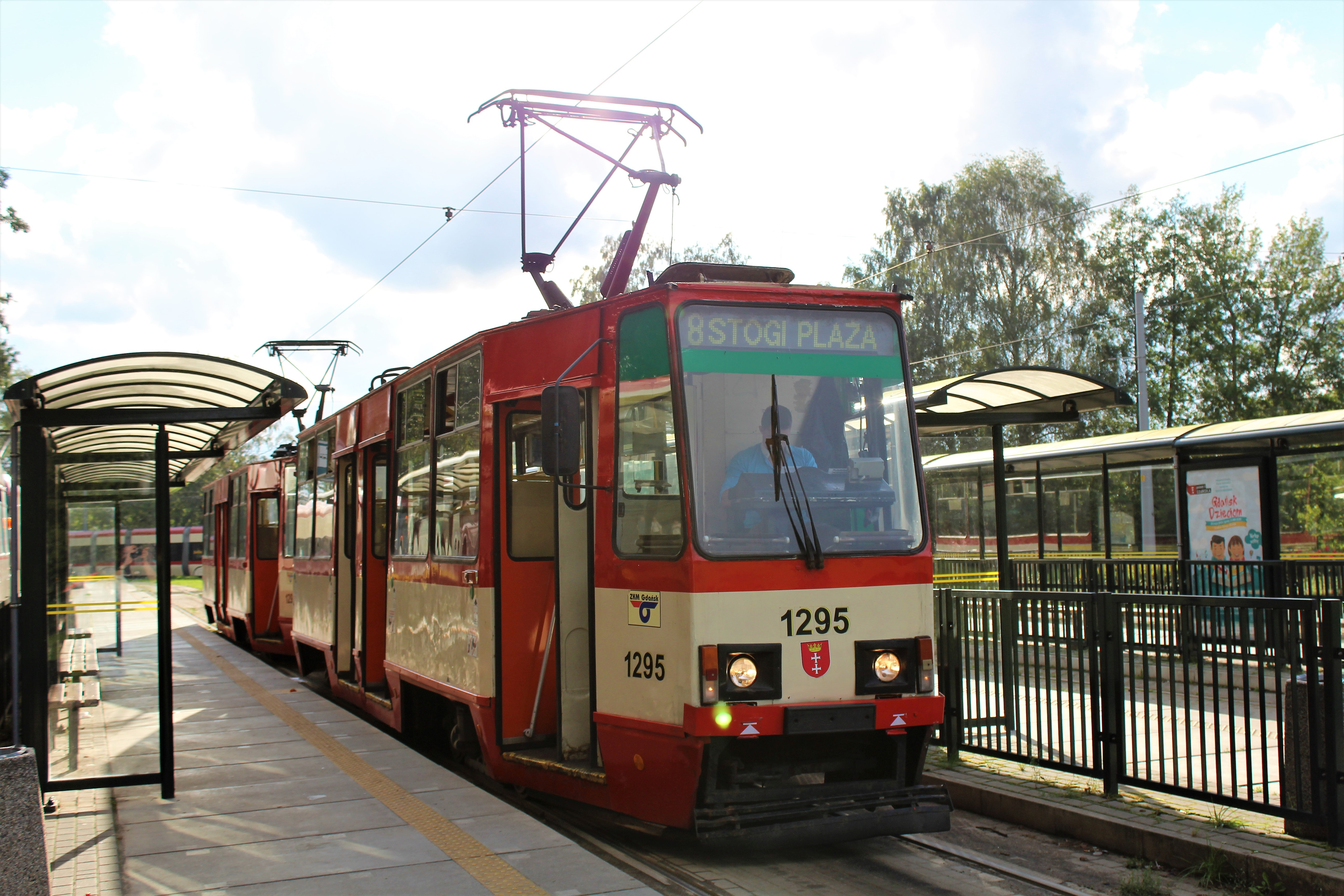
105Na w Gdańsku
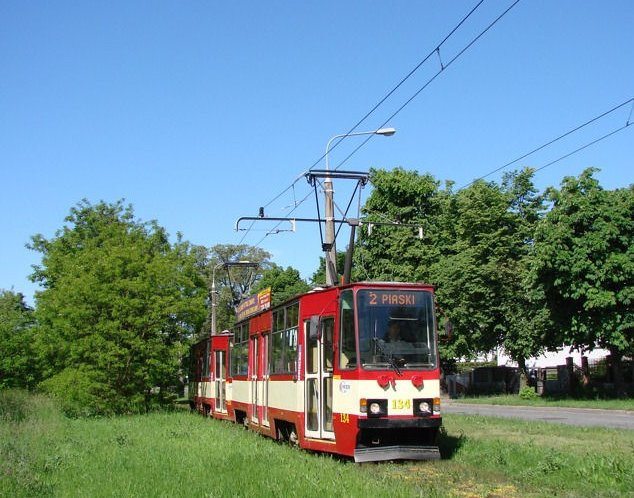
105Na w Gorzowie Wielkopolskim
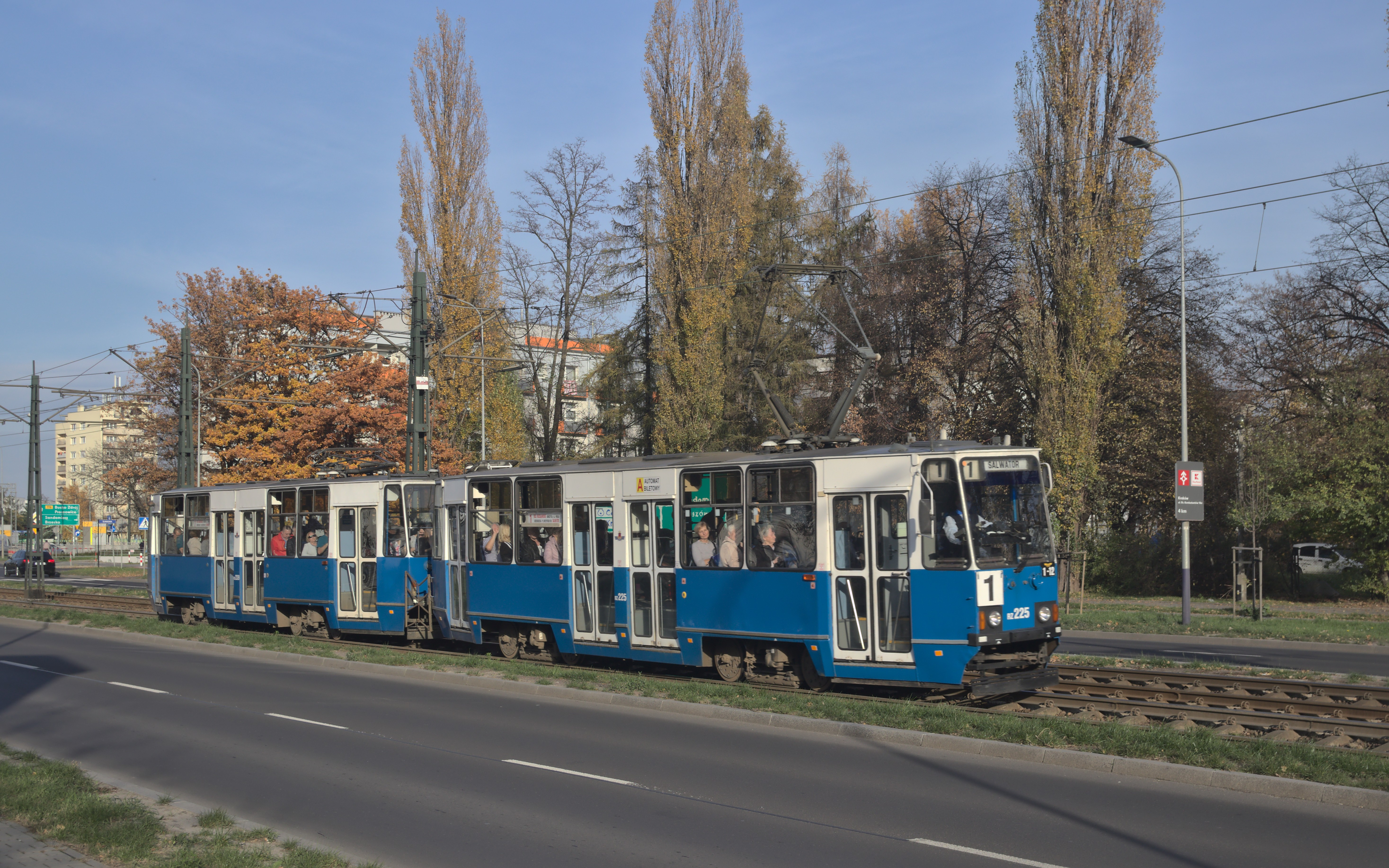
105Na w Krakowie
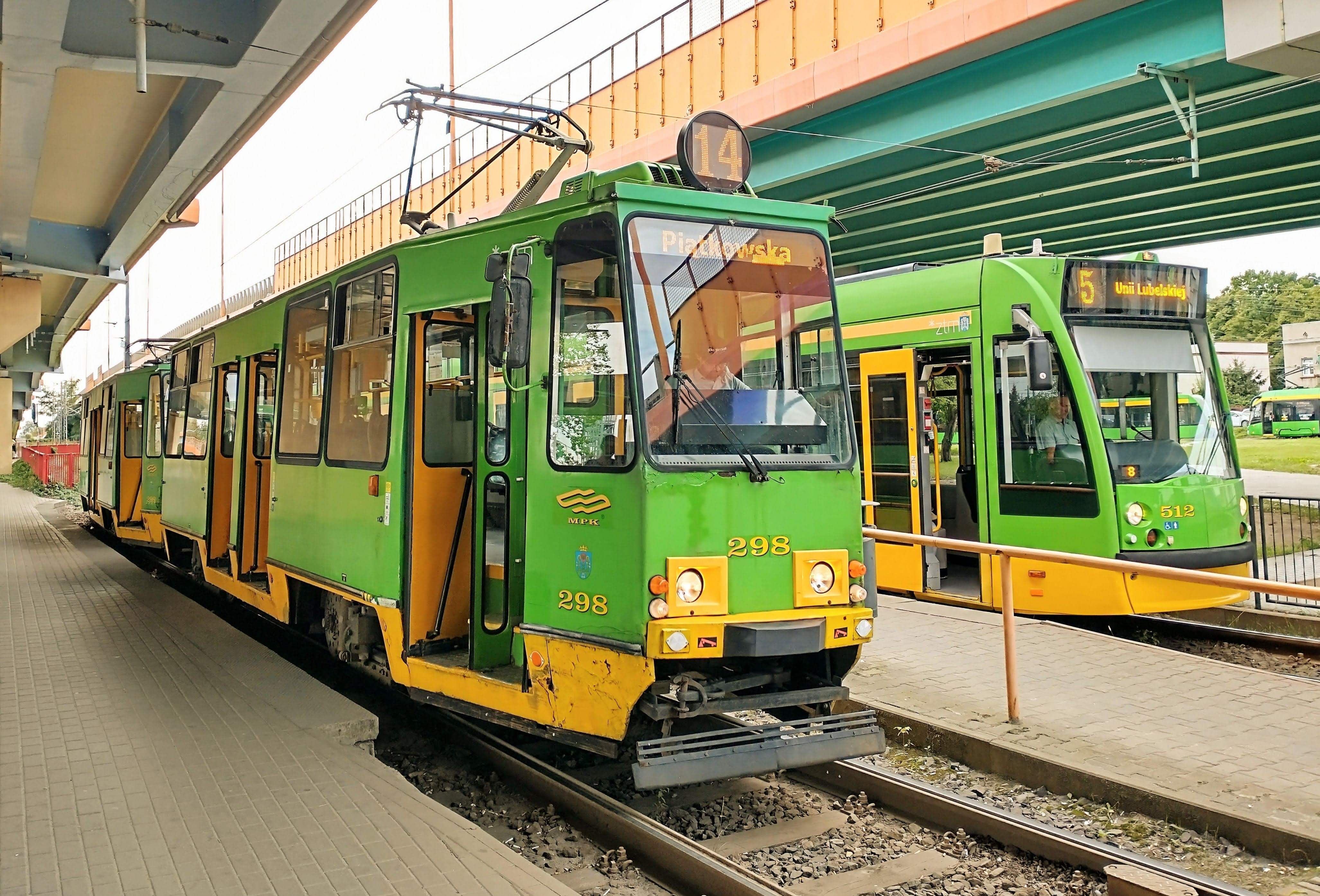
105Na w Poznaniu
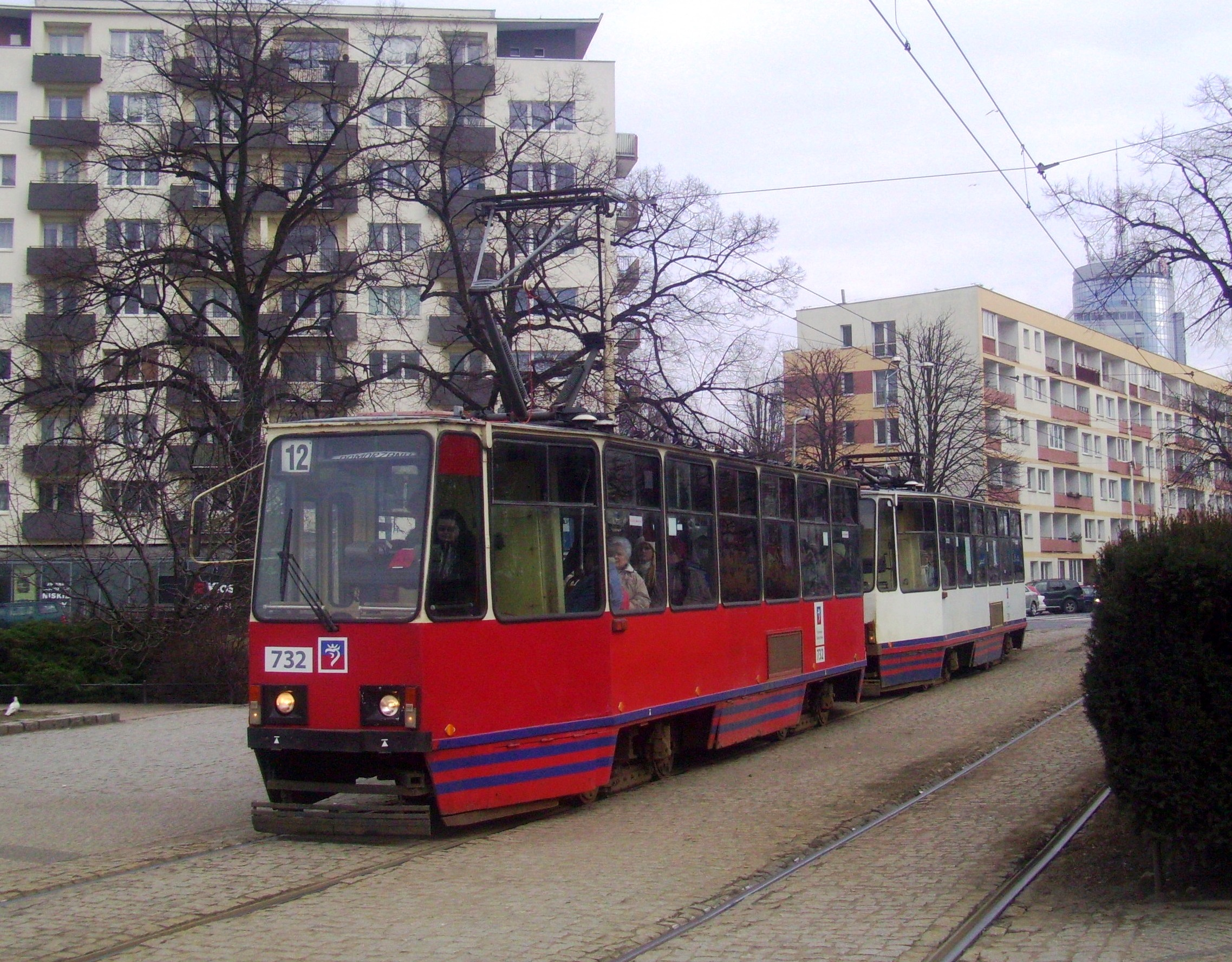
105Na w Szczecinie
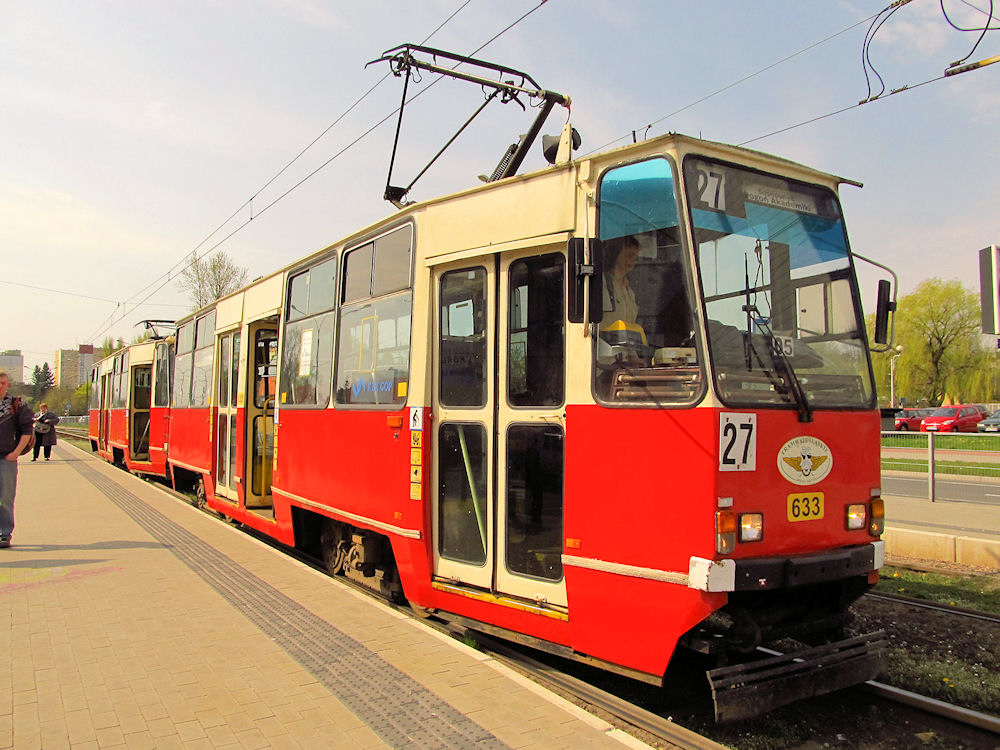
105Na w GOPie
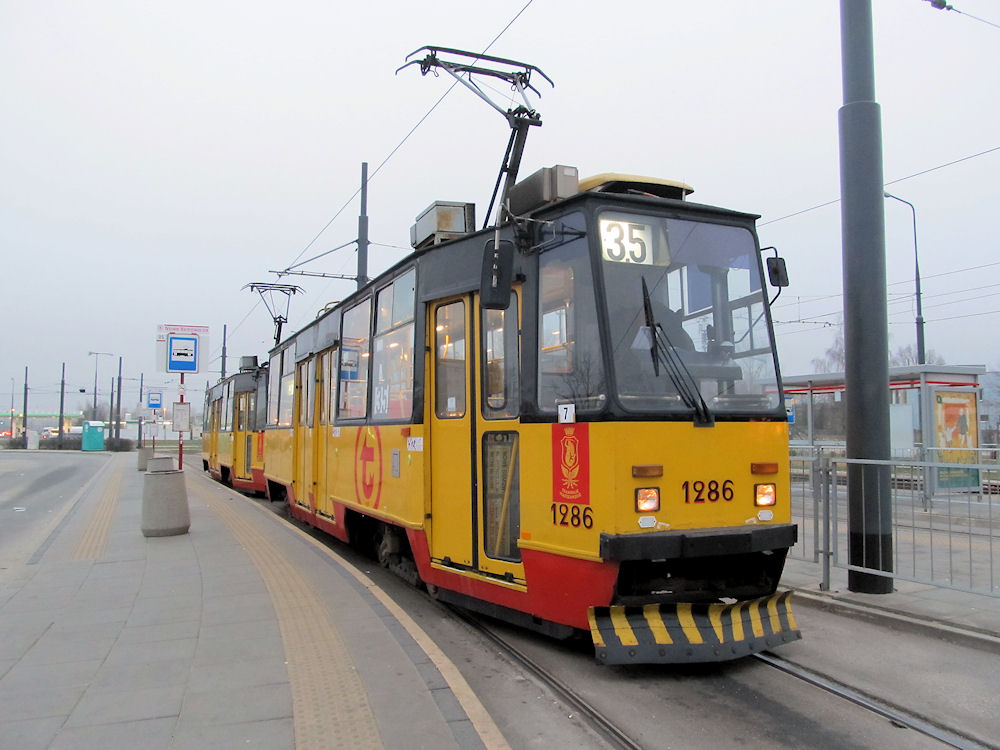
105Na w Warszawie
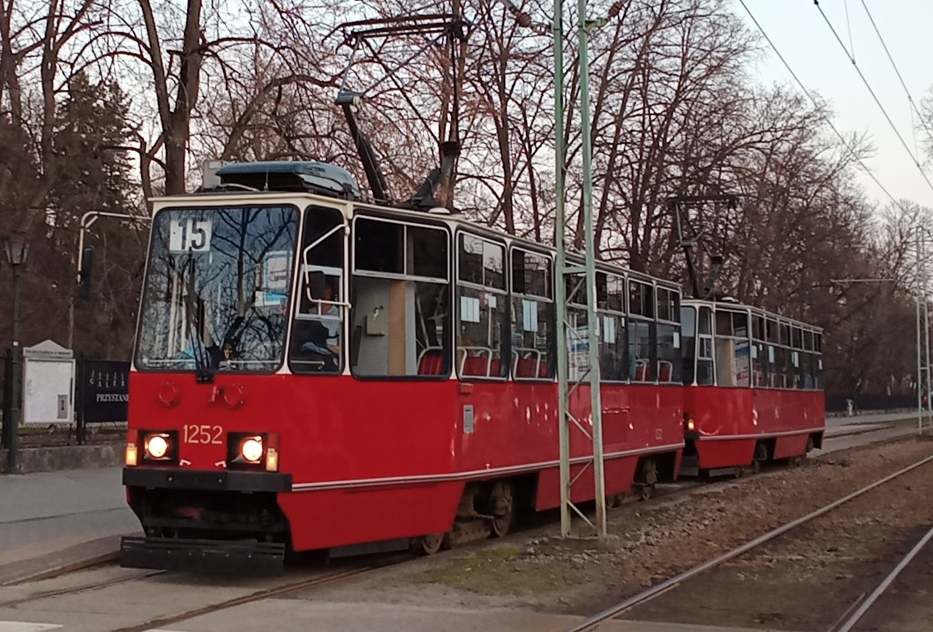
105Na w Warszawie (w historycznym malowaniu)
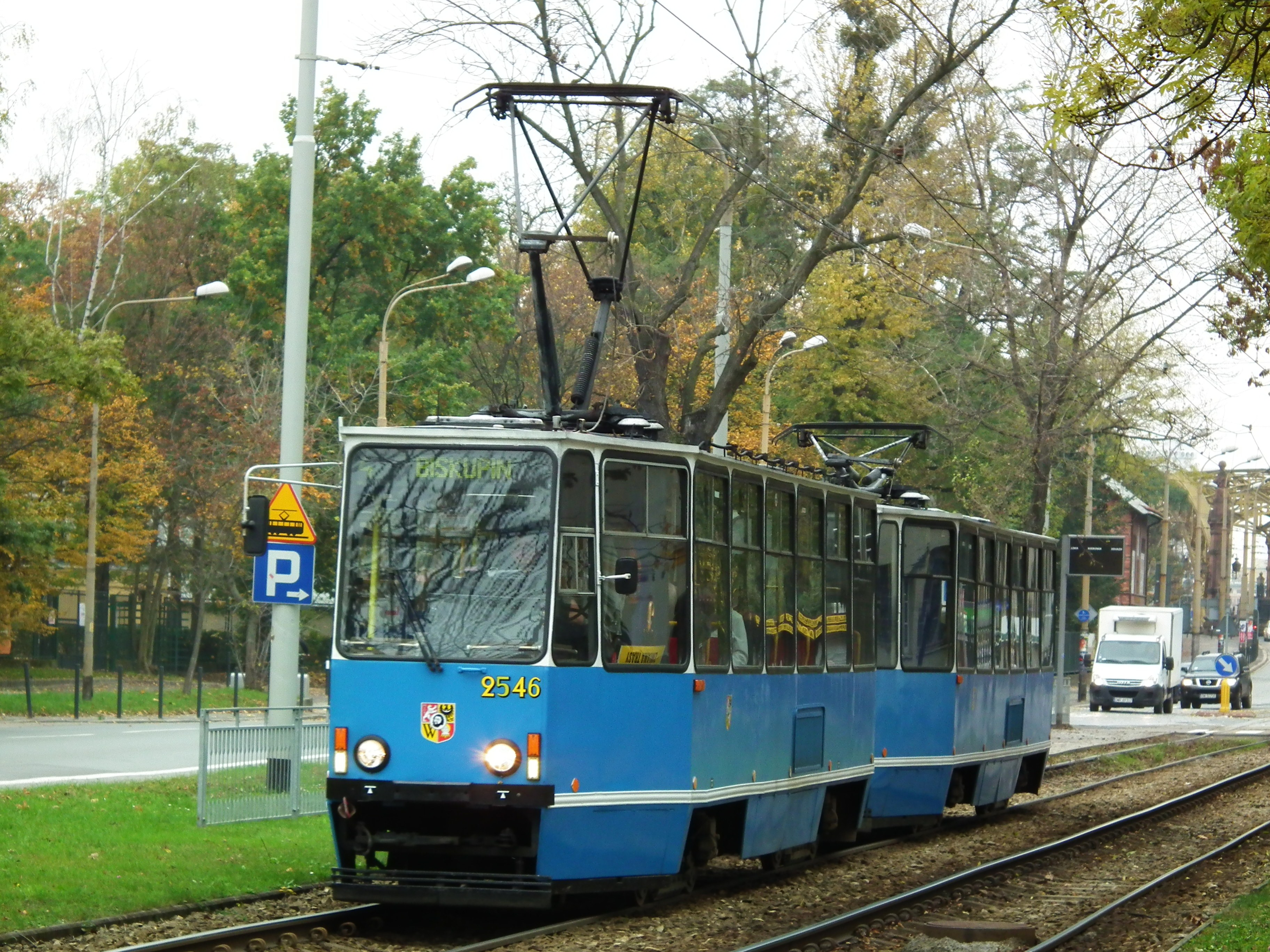
105Na we Wrocławiu
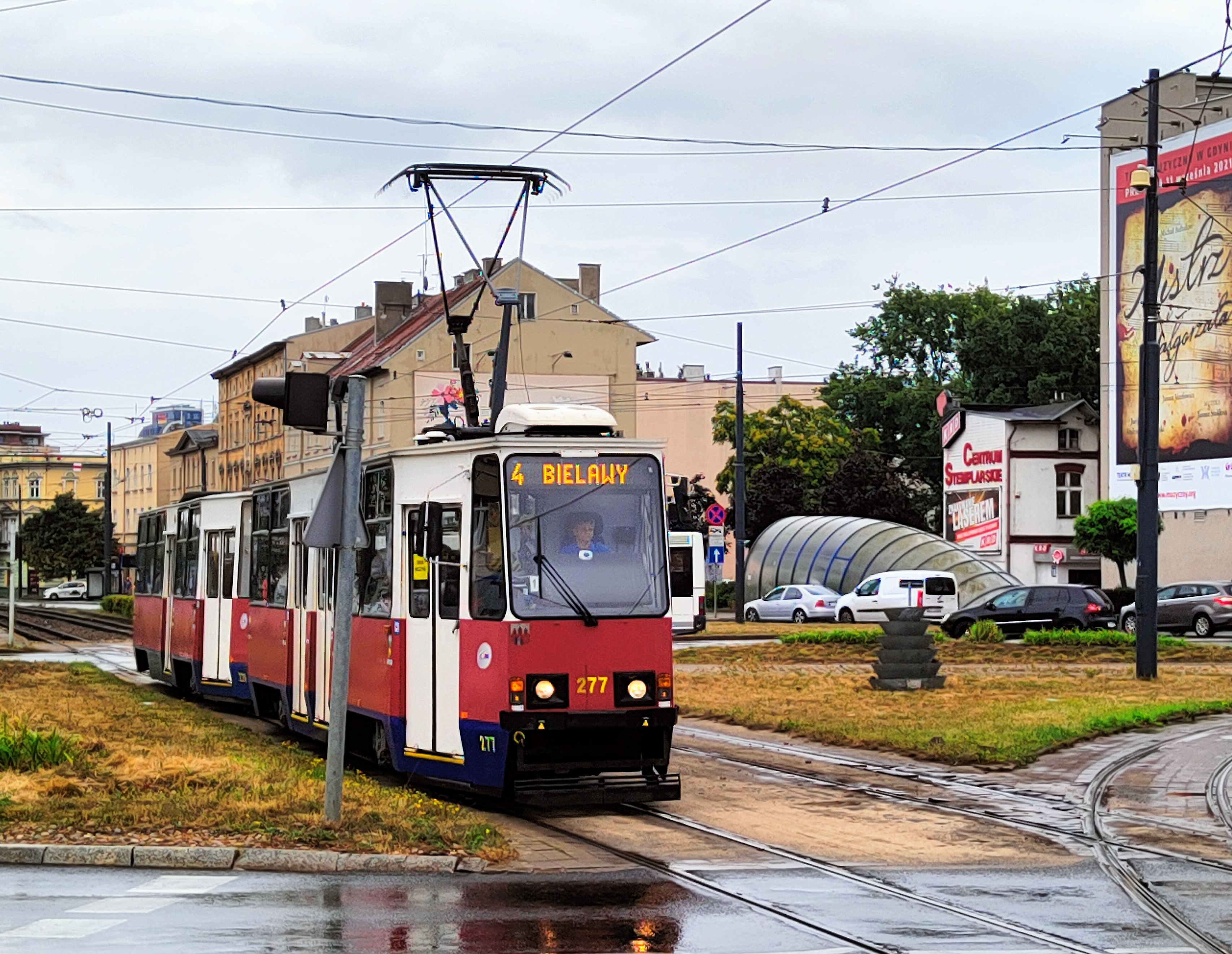
805Na w Bydgoszczy
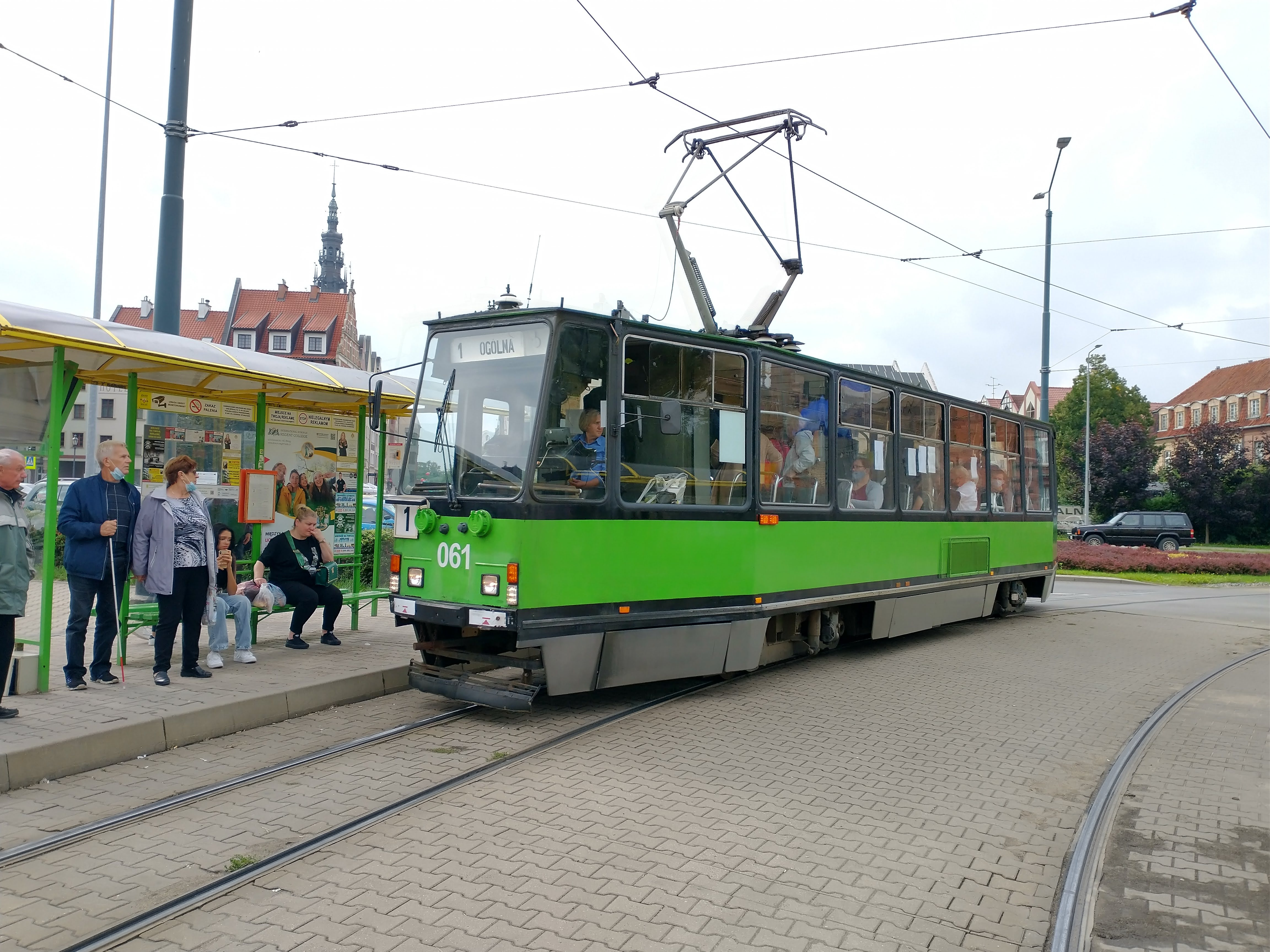
805Na w Elblągu
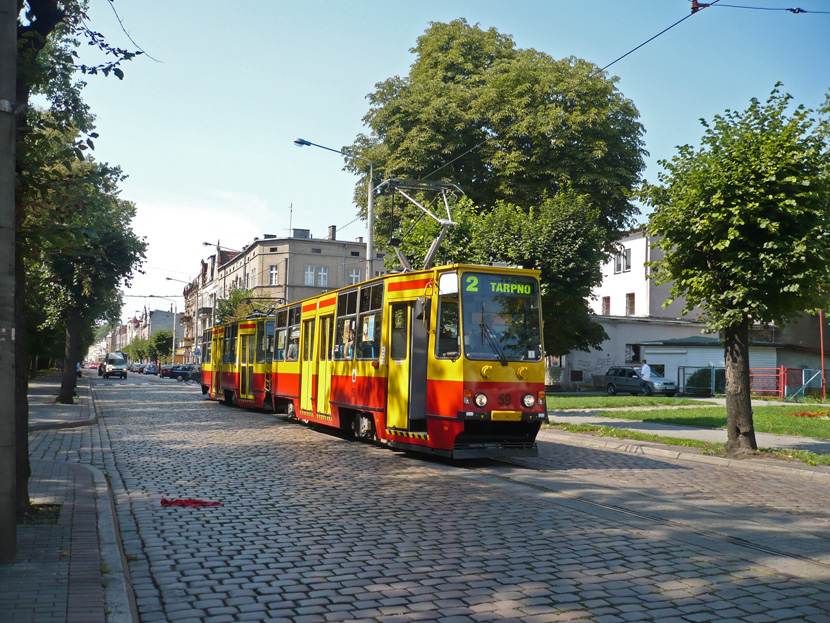
805Na w Grudziądzu
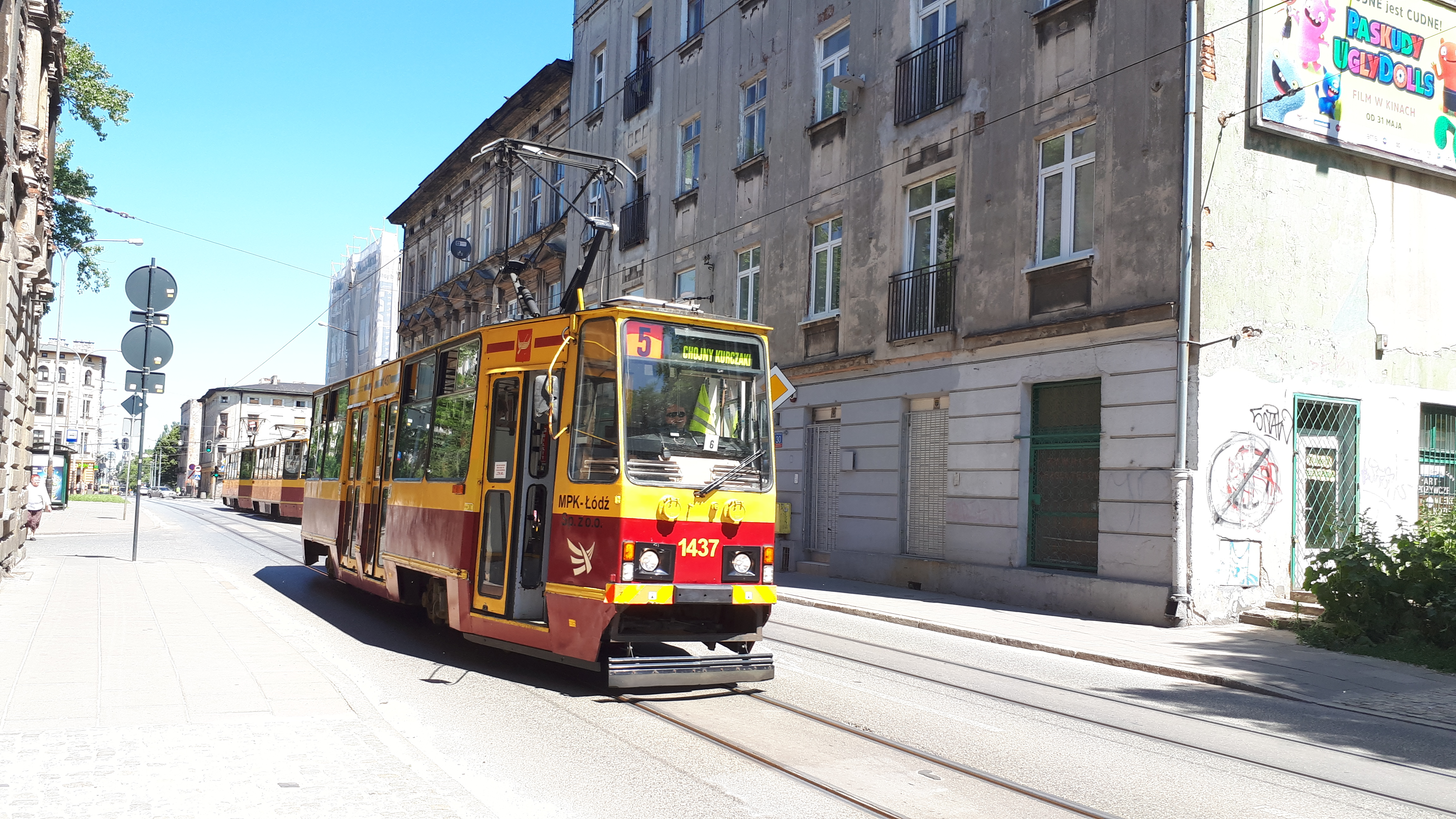
805Na w Łodzi
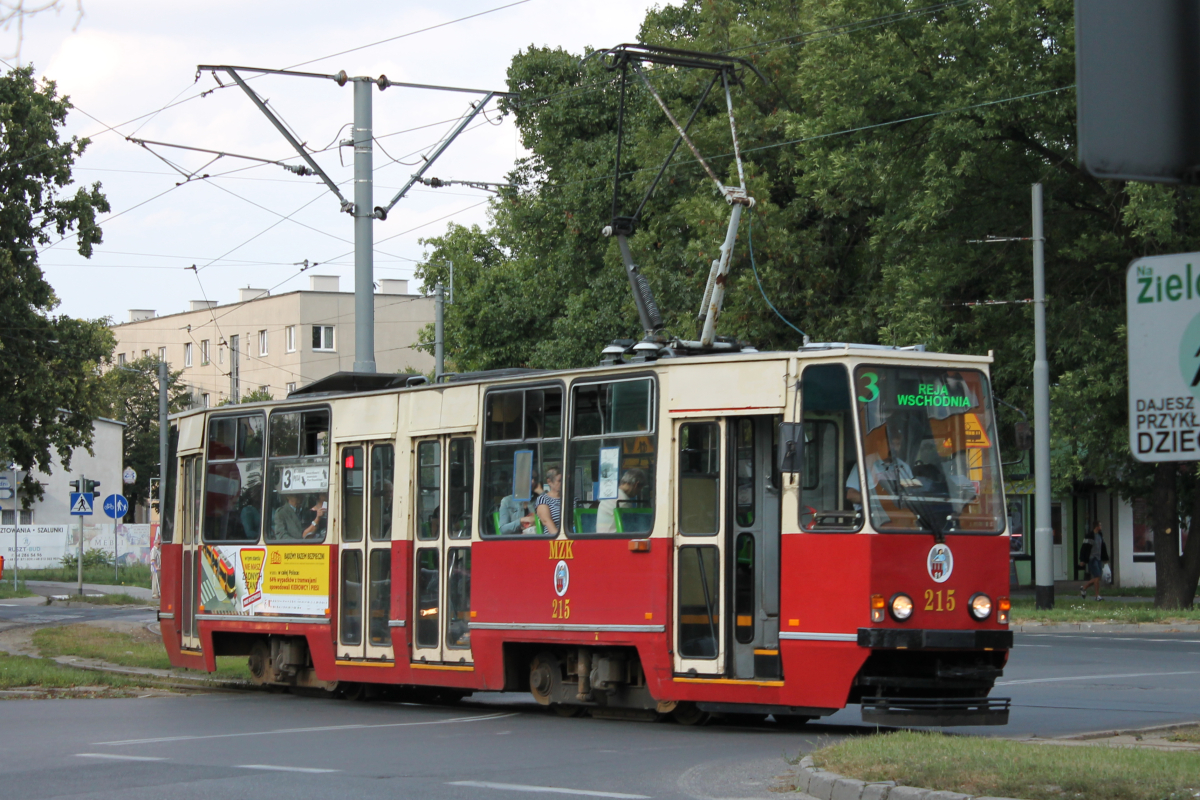
805Na w Toruniu
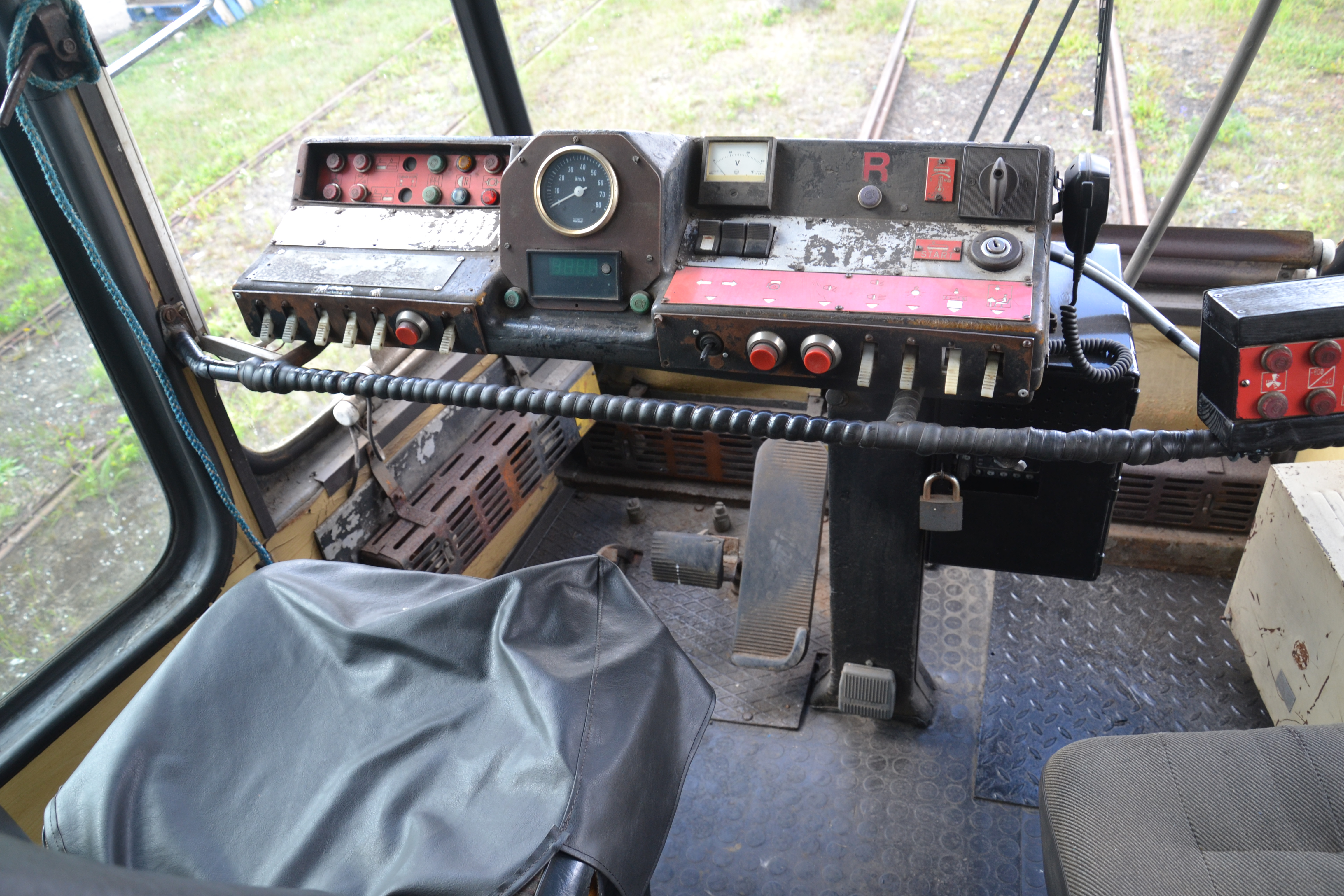
Pulpit motorniczego
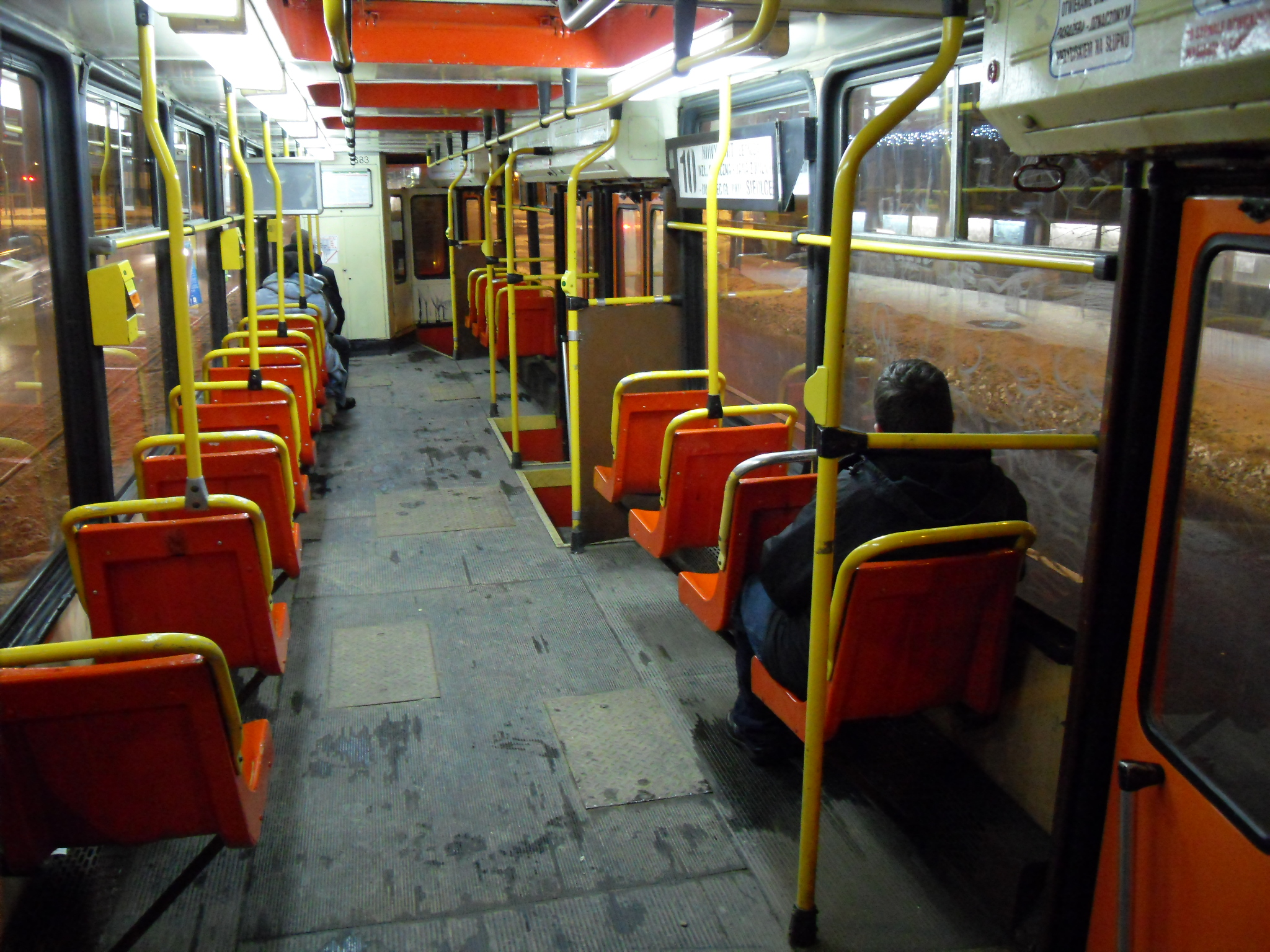
Tradycyjne wnętrze wagonu 105Na (ZKM Gdańsk)
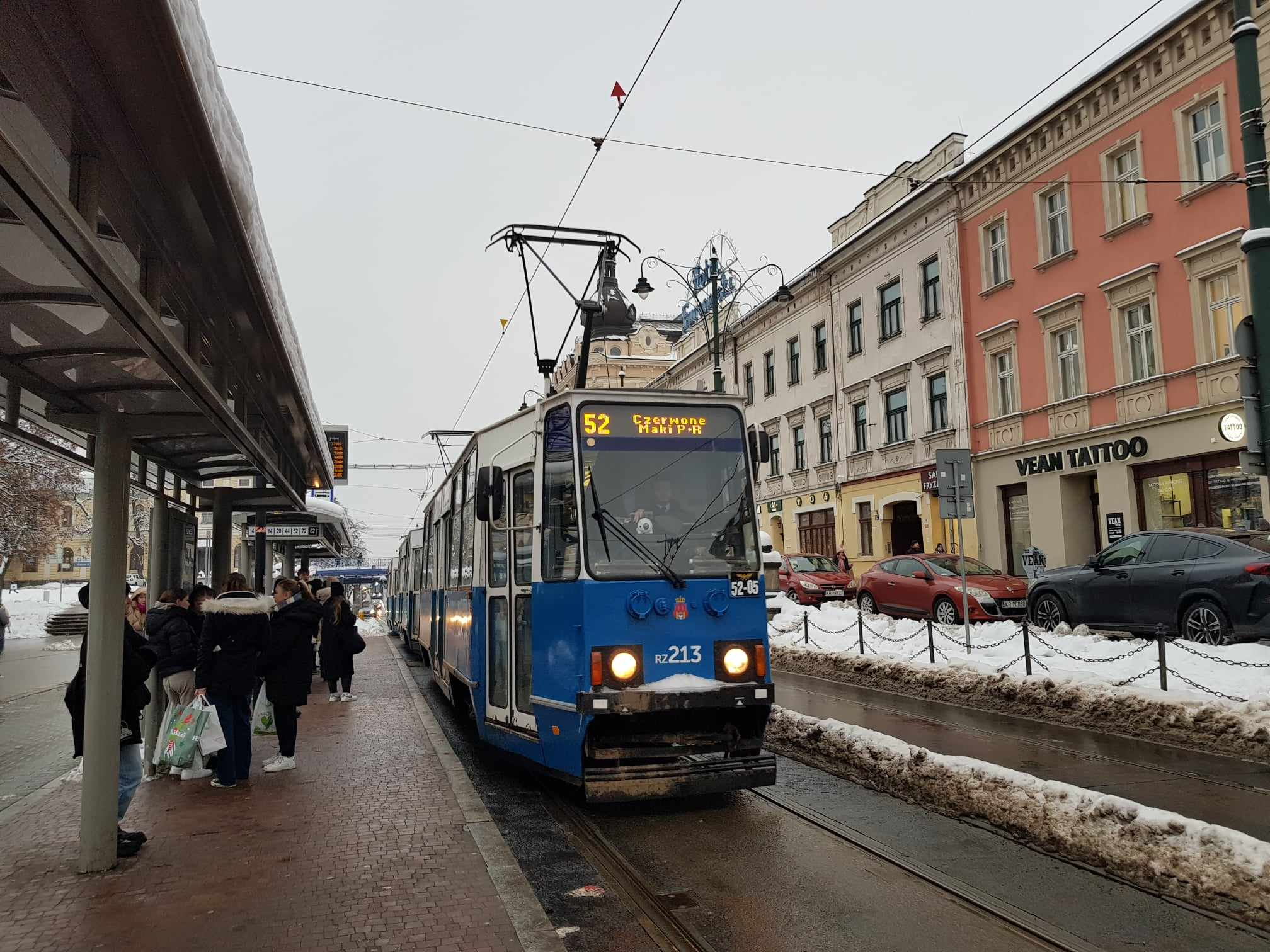
Konstal 105Na przy ulicy Lubicz w Krakowie
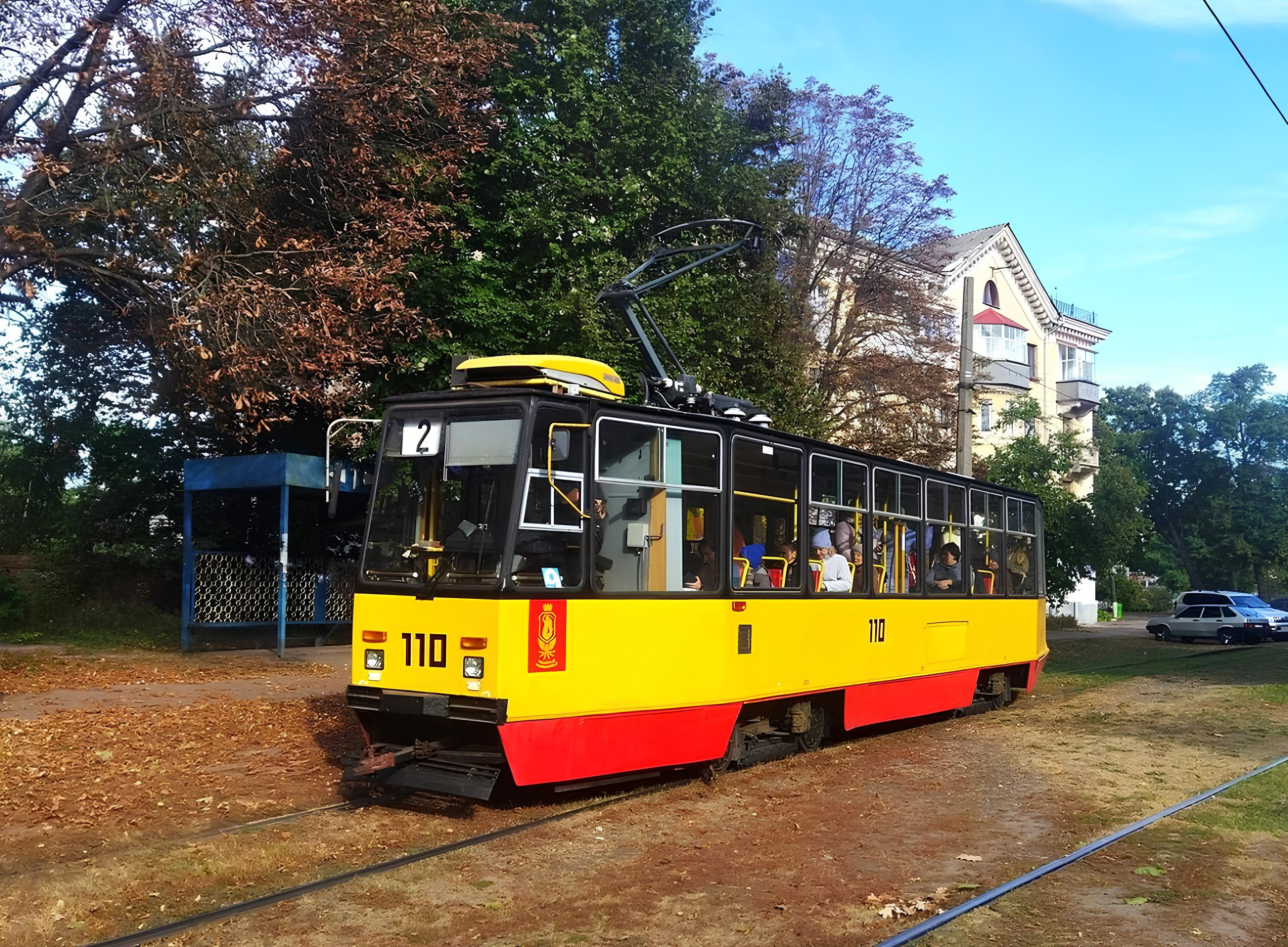
105Na w Konotopie, Ukraina